# Aaron Augustus Sargent
Aaron Augustus Sargent, född 28 september 1827 i Newburyport, Massachusetts, död 14 augusti 1887 i San Francisco, Kalifornien, var en amerikansk republikansk politiker och diplomat. Han representerade delstaten Kalifornien i båda kamrarna av USA:s kongress, först i representanthuset 1861–1863 samt 1869–1873 och sedan i senaten 1873–1879.

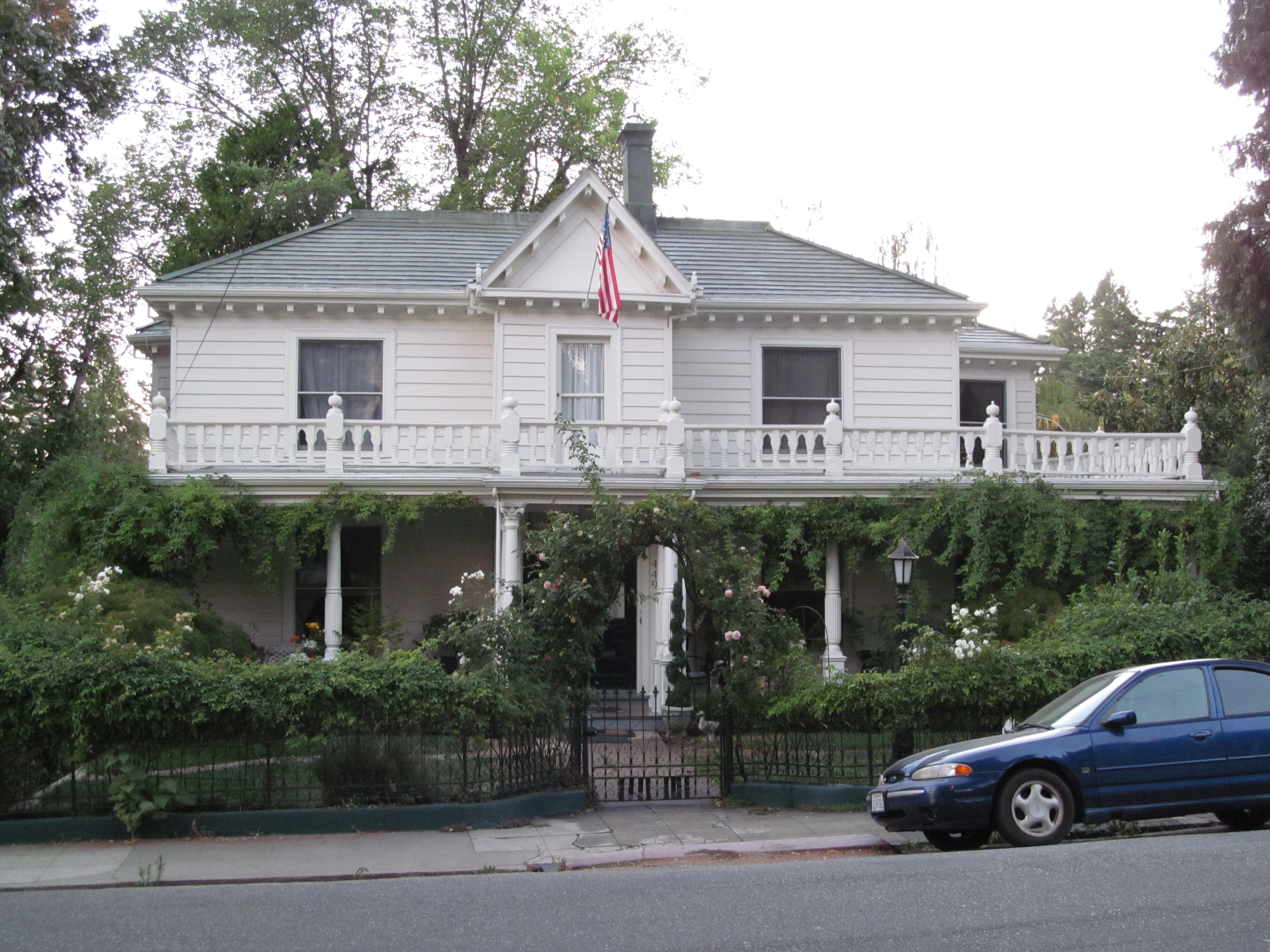
Sargents hus i Nevada City.

Sargent flyttade 1849 till Kalifornien. Han bosatte sig följande år i Nevada City. Han studerade juridik och inledde 1854 sin karriär som advokat. Han var distriktsåklagare i Nevada County 1855–1856. Han var 1856 ledamot av delstatens senat.
Kongressledamoten Charles L. Scott kandiderade inte till omval i kongressvalet 1860. Sargent vann valet och efterträdde Scott i representanthuset i mars 1861. Han efterträddes två år senare av William Higby som omvaldes två gånger. Higby ville kandidera till omval även i kongressvalet 1868 men republikanerna nominerade Sargent i stället. Sargent vann valet och efterträdde Higby i mars 1869. Han omvaldes 1870 och efterträdde sedan 1873 Cornelius Cole som senator för Kalifornien.
Senator Sargent var en förespråkare för kvinnlig rösträtt. Hustrun Ellen Clark Sargent var aktiv i rörelsen för kvinnlig rösträtt och vän med Susan B. Anthony. Sargent efterträddes 1879 som senator av demokraten James T. Farley.
Sargent var chef för USA:s diplomatiska beskickning i Kejsardömet Tyskland 1882–1884.
Sargents gravvård finns på Pioneer Cemetery i Nevada City. Den ursprungliga gravplatsen var i San Francisco fram till år 1949.